# Pommard
Pour l’article homonyme, voir Pommard (homonymie).
Pommard est une commune française située dans le département de la Côte-d'Or, en région Bourgogne-Franche-Comté.

## Géographie
Pommard se trouve sur les Côtes de Beaune et produit un grand et bon vin A.O.C.

### Climat
Pour des articles plus généraux, voir Climat de la Bourgogne-Franche-Comté et Climat de la Côte-d'Or.
En 2010, le climat de la commune est de type climat océanique dégradé des plaines du Centre et du Nord, selon une étude du Centre national de la recherche scientifique s'appuyant sur une série de données couvrant la période 1971-2000. En 2020, Météo-France publie une typologie des climats de la France métropolitaine dans laquelle la commune est exposée à un climat océanique altéré et est dans la région climatique  Bourgogne, vallée de la Saône, caractérisée par un bon ensoleillement (1 900 h/an), un été chaud (18,5 °C), un air sec au printemps et en été et des vents faibles. 
Pour la période 1971-2000, la température annuelle moyenne est de 10,9 °C, avec une amplitude thermique annuelle de 17,5 °C. Le cumul annuel moyen de précipitations est de 751 mm, avec 11,4 jours de précipitations en janvier et 6,9 jours en juillet. Pour la période 1991-2020, la température moyenne annuelle observée sur la station météorologique de Météo-France la plus proche, « Savigny Les Bea », sur la commune de Savigny-lès-Beaune à 6 km à vol d'oiseau, est de 11,9 °C et le cumul annuel moyen de précipitations est de 752,9 mm,. Pour l'avenir, les paramètres climatiques de la commune estimés pour 2050 selon différents scénarios d'émission de gaz à effet de serre sont consultables sur un site dédié publié par Météo-France en novembre 2022.

## Urbanisme

### Typologie
Au 1er janvier 2024, Pommard est catégorisée commune rurale à habitat dispersé, selon la nouvelle grille communale de densité à 7 niveaux définie par l'Insee en 2022.
Elle est située hors unité urbaine. Par ailleurs la commune fait partie de l'aire d'attraction de Beaune, dont elle est une commune de la couronne,. Cette aire, qui regroupe 64 communes, est catégorisée dans les aires de 50 000 à moins de 200 000 habitants,.

### Occupation des sols
L'occupation des sols de la commune, telle qu'elle ressort de la base de données européenne d’occupation biophysique des sols Corine Land Cover (CLC), est marquée par l'importance des territoires agricoles (70,7 % en 2018), une proportion sensiblement équivalente à celle de 1990 (70,3 %). La répartition détaillée en 2018 est la suivante : cultures permanentes (56,6 %), forêts (19,1 %), terres arables (8,8 %), milieux à végétation arbustive et/ou herbacée (7,6 %), prairies (5,3 %), zones urbanisées (2,6 %). L'évolution de l’occupation des sols de la commune et de ses infrastructures peut être observée sur les différentes représentations cartographiques du territoire : la carte de Cassini (XVIIIe siècle), la carte d'état-major (1820-1866) et les cartes ou photos aériennes de l'IGN pour la période actuelle (1950 à aujourd'hui).

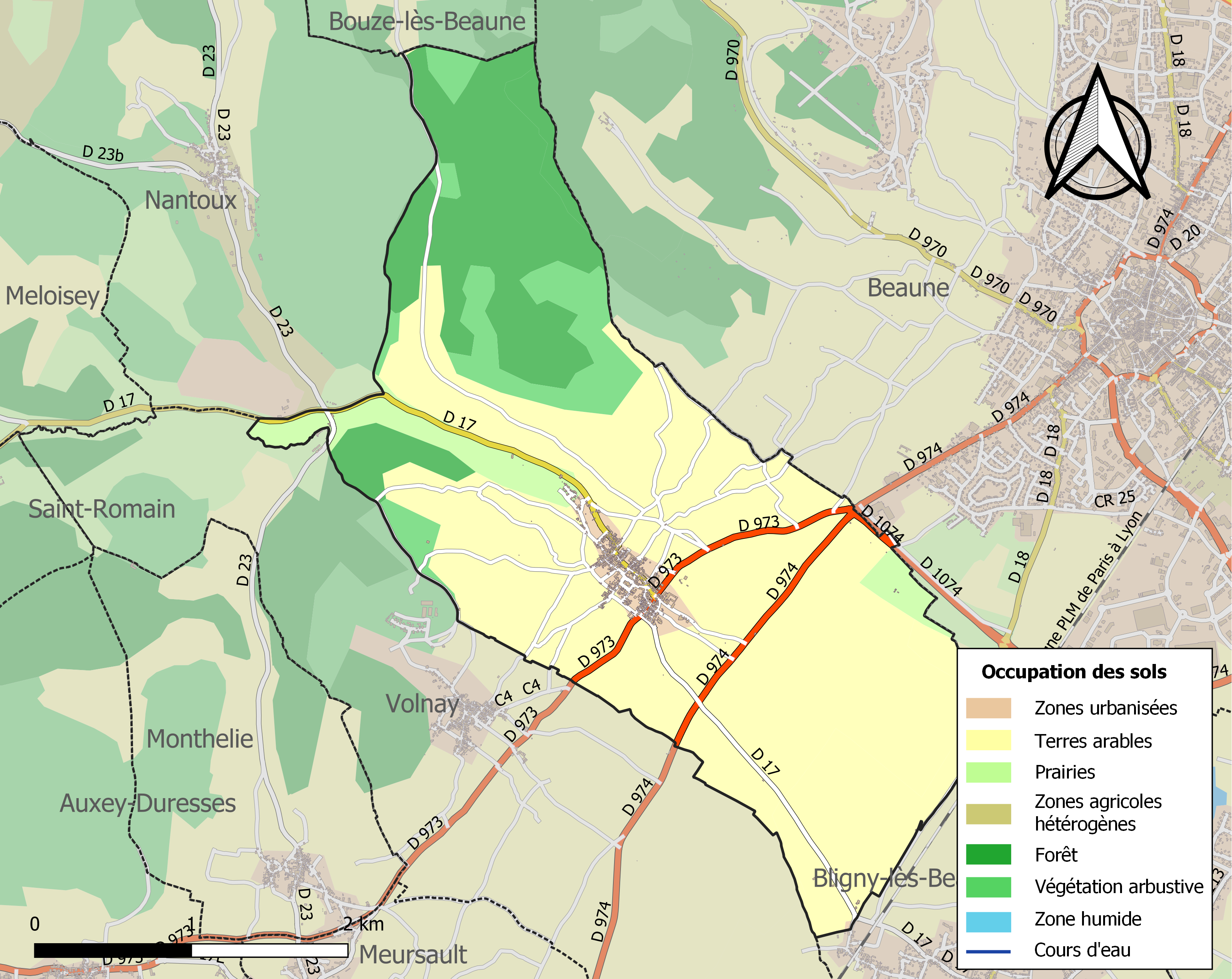
Carte des infrastructures et de l'occupation des sols de la commune en 2018 (CLC).

## Histoire
Les crus de Pommard mondialement connus étaient appréciés d'Henri IV et de Louis XV, de Ronsard et de Victor Hugo.
La famille Larcher fait partie des hautes familles de  dignitaires depuis 1515 (Marignan).

## Politique et administration

### Ancien Régime

#### Civile
- 1790   - Jean Vivant Micault de Corbeton(10/05/1725-17/03/1794), Président au Parlement de Bourgogne, seigneur de Meilly-sur-Rouvres, Rouvres-sous-Meilly, Saligny, Liernolles, Maconge, Barbirey-sur-Ouche, Santenay, Pommard et autres lieux, dernier marquis de Joncy, époux de Marie Françoise Trudaine. Mort décapité.

### Depuis La Révolution

#### Civile
| Période                                  | Période       | Identité                                         | Étiquette    | Qualité                                                                                               |
| ---------------------------------------- | ------------- | ------------------------------------------------ | ------------ | --- |
| 1852                                     | 1860          | Guillaume Félix Alphonse Marey-Monge (1818-1877) | Bonapartiste | Conseiller général du canton de Gevrey (1861), Député de la Côte-d'Or au Corps législatif (1861-1870) |
| 1860                                     | août 1865     | François Tartois                                 |              | |
| août 1865                                | avril 1870    | Joseph Boillot Fauleau                           |              | |
| mai 1870                                 | décembre 1874 | Joseph Latour Léchenaux                          |              | |
| décembre 1874                            | ?             | Joseph Parent Battault                           |              | |
| avant 1981                               | ?             | Henri Girardin                                   |              | |
| mars 2001                                | mars 2008     | Jacques Bergeret                                 |              | |
| mars 2008                                | en cours      | Jacques Frotey                                   |              | |
| Les données manquantes sont à compléter. |               |                                                  |              | |

## Démographie
L'évolution du nombre d'habitants est connue à travers les recensements de la population effectués dans la commune depuis 1793. Pour les communes de moins de 10 000 habitants, une enquête de recensement portant sur toute la population est réalisée tous les cinq ans, les populations de référence des années intermédiaires étant quant à elles estimées par interpolation ou extrapolation. Pour la commune, le premier recensement exhaustif entrant dans le cadre du nouveau dispositif a été réalisé en 2004.

En 2022, la commune comptait 444 habitants, en évolution de −15,11 % par rapport à 2016 (Côte-d'Or : +0,82 %, France hors Mayotte : +2,11 %).
| 1793  | 1800  | 1806  | 1821  | 1831  | 1836  | 1841  | 1846  | 1851  |
| ----- | ----- | ----- | ----- | ----- | ----- | ----- | ----- | ----- |
| 1 060 | 1 007 | 1 113 | 1 148 | 1 212 | 1 259 | 1 227 | 1 187 | 1 166 |

| 1856  | 1861  | 1866  | 1872  | 1876  | 1881  | 1886  | 1891  | 1896  |
| ----- | ----- | ----- | ----- | ----- | ----- | ----- | ----- | ----- |
| 1 183 | 1 183 | 1 270 | 1 284 | 1 252 | 1 221 | 1 163 | 1 130 | 1 093 |

| 1901  | 1906  | 1911 | 1921 | 1926 | 1931 | 1936 | 1946 | 1954 |
| ----- | ----- | ---- | ---- | ---- | ---- | ---- | ---- | ---- |
| 1 062 | 1 041 | 937  | 805  | 876  | 907  | 873  | 860  | 831  |

| 1962 | 1968 | 1975 | 1982 | 1990 | 1999 | 2004 | 2006 | 2009 |
| ---- | ---- | ---- | ---- | ---- | ---- | ---- | ---- | ---- |
| 838  | 840  | 754  | 606  | 552  | 594  | 562  | 552  | 535  |

| 2014 | 2019 | 2022 | - | - | - | - | - | - |
| ---- | ---- | ---- | - | - | - | - | - | - |
| 518  | 454  | 444  | - | - | - | - | - | - |

## Vignoble

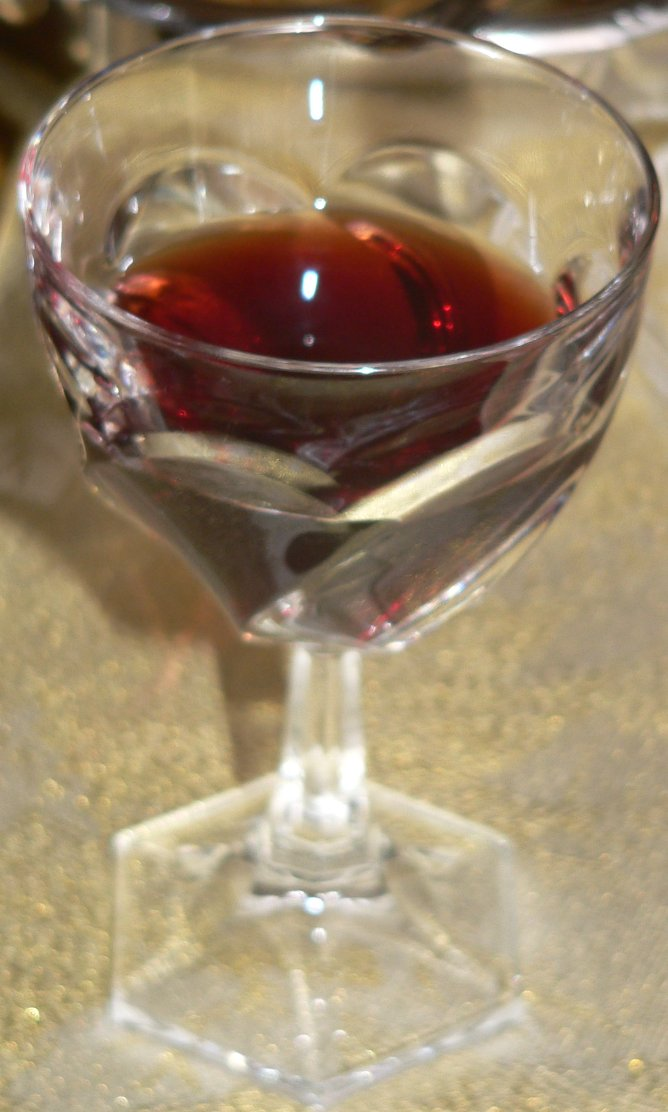
Un verre de vin de Pommard.

La commune produit l'AOC pommard, vin rouge du vignoble de la côte de Beaune et dont Flaubert vante les mérites dans Madame Bovary. Le cépage est un pinot noir qui donne une robe grenat.
Le vignoble s'étend sur 321 hectares dont 122 hectares classés en premier cru (28 appellations). La récolte moyenne annuelle représente 12 861 hectolitres dont 4 482 hectolitres de premier cru.
Le nom de l'appellation pommard peut être suivie soit de premier cru ou du nom du climat d'origine ou de l'un et de l'autre, soit du seul nom du climat pour les vins provenant de parcelles non classées en premier cru.

## Lieux et monuments
- Château de Pommard.
- Château de la Commaraine.

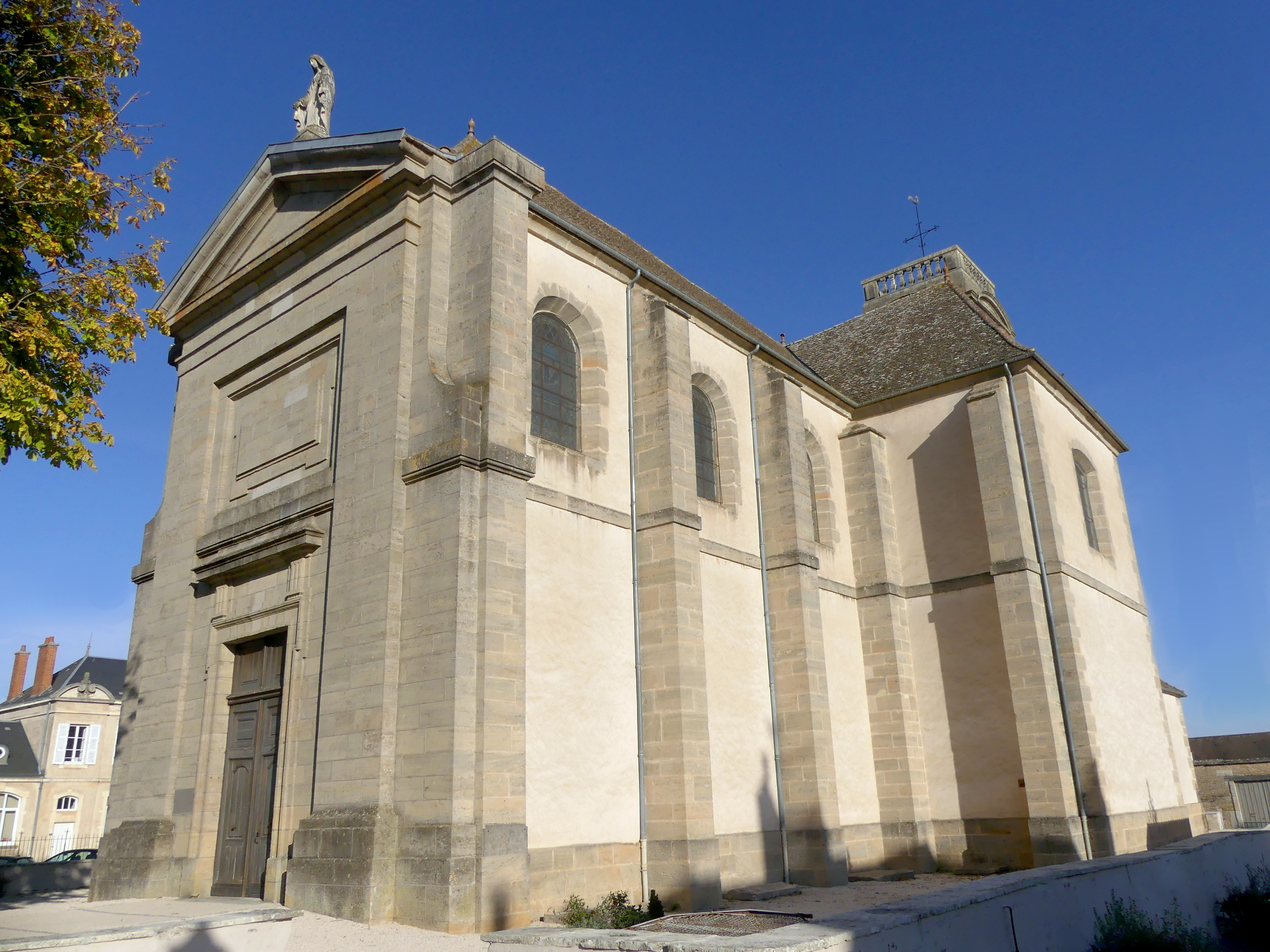
Église (entrée).
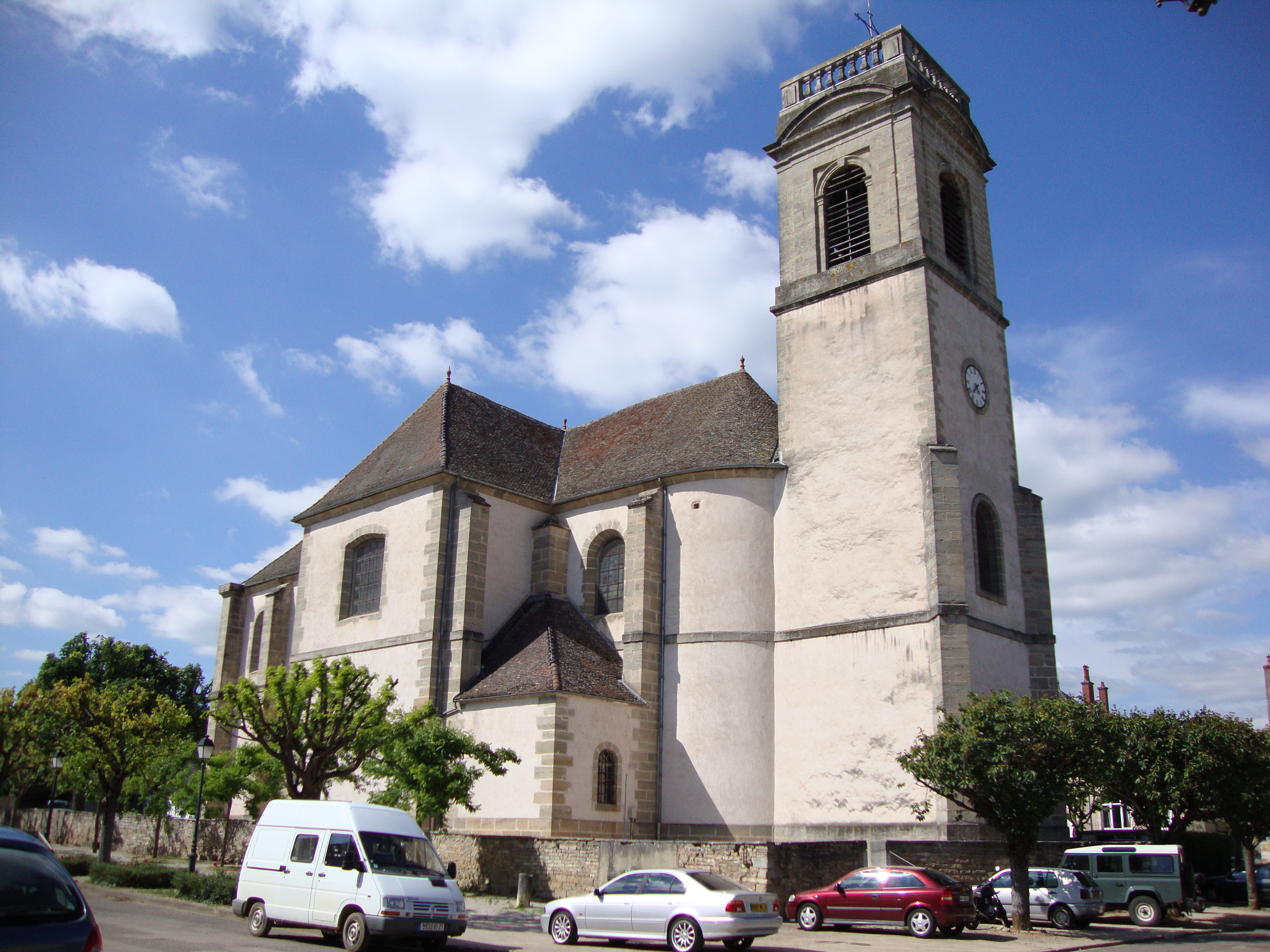
Église (clocher).
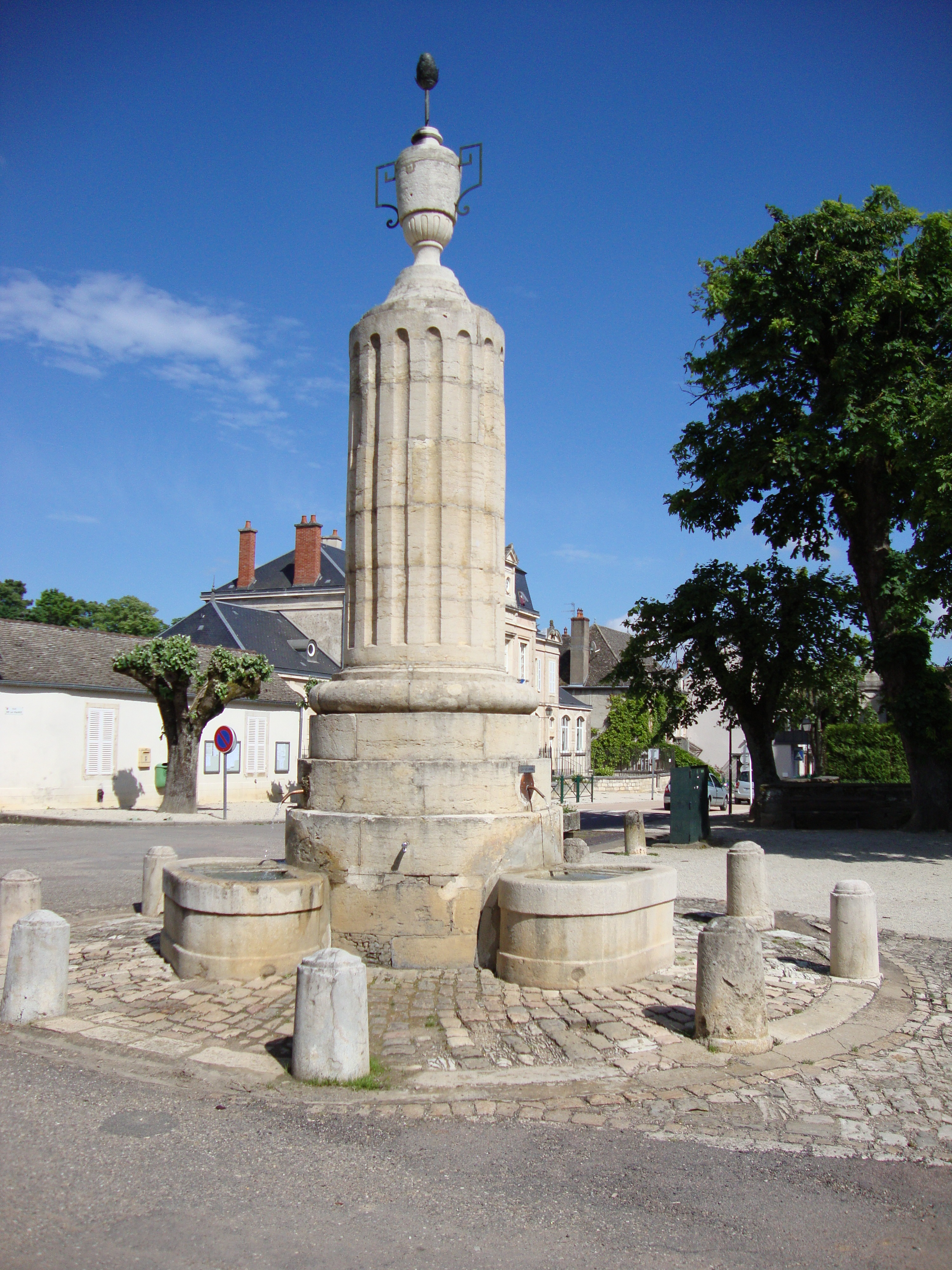
Fontaine à Pommard.
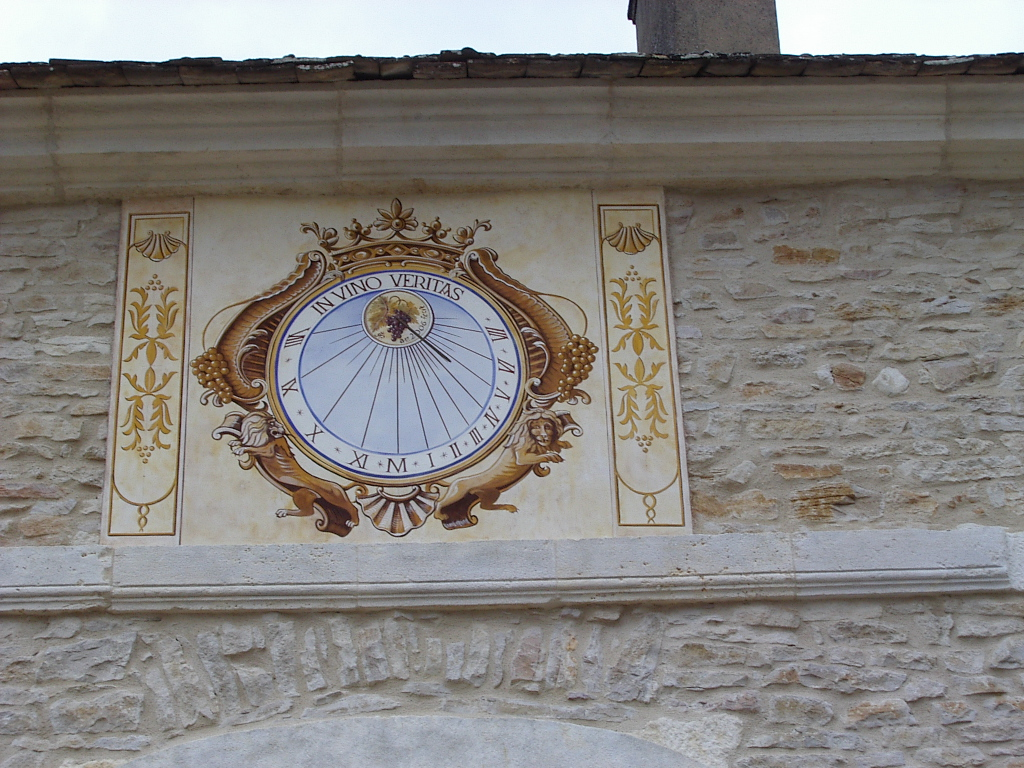
Cadran solaire à Pommard.
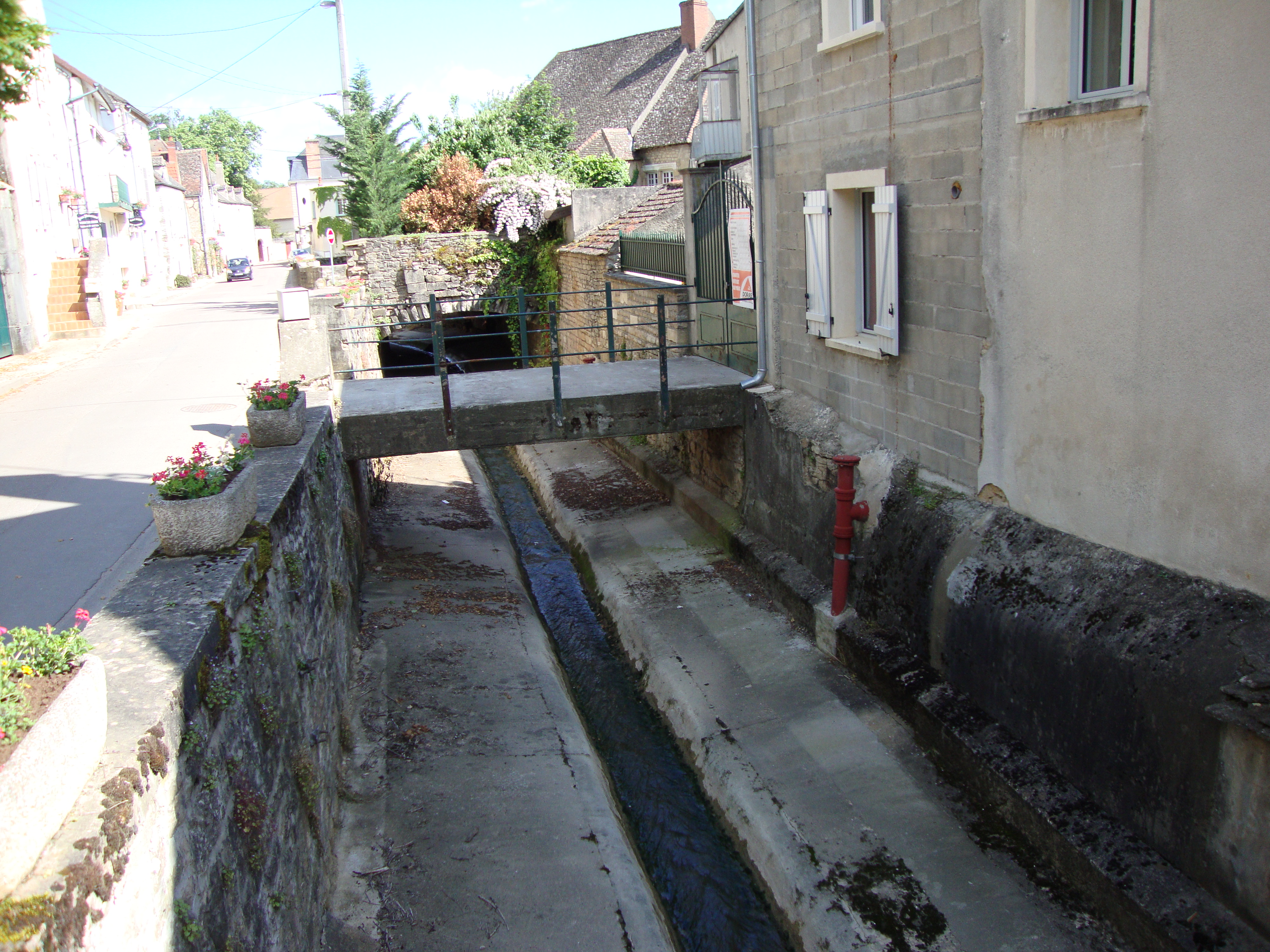
Rue de Pommard où coule l'Avant-Dheune.

## Personnalités liées à la commune
- Étienne Charlot (1865-1946), homme politique.
- Jean Laplanche, vigneron et psychanalyste.
- Nicolas-Joseph Marey, dit « Maret jeune » puis « Marey-Monge » (1760-1818), homme politique français du XVIIIe siècle. Il fut député de la Côte-d'Or (suppléant) à la l'Assemblée législative et à la Convention nationale.
- Guillaume Stanislas Marey-Monge (1796-1863), comte de Péluse, fils aîné du précédent, général et homme politique français du XIXe siècle.
- Guillaume Félix Alphonse Marey-Monge (1818-1877), sixième et dernier fils de Nicolas-Joseph Marey, maire de Pommard, conseiller général du canton de Gevrey (1861), député de la Côte-d'Or au Corps législatif (Second Empire) (1861-1870).
- Andrée Saint-Aubin (née Bonnetête) (1915-2003), bijoutière-horlogère. Elle joua un rôle important dans l'affaire Saint-Aubin où son fils trouva la mort.

## Héraldique
| Blason | Blasonnement : D'or à la croix ancrée de sable, au chef d'azur chargé de trois coquilles d'argent, à la bordure cannelée de gueules. |

## Jumelages
- Nackenheim (Allemagne), dans la région de Hesse-rhénane.
- Francorchamps (Belgique), célèbre pour accueillir le Grand prix de Formule 1 de Belgique.

## Honneur
L'astéroïde (235027) Pommard porte son nom.